# Малый Шишим
Ма́лый Шиши́м — малая река на Среднем Урале, протекающая по землям городского округа Первоуральск Свердловской области России, правый приток Казачьего Шишима.

## География
Река Малый Шишим протекает с северо-северо-запада на юго-юго-восток в горно-лесистой части Среднего Урала, в северной части городского округа Первоуральск Свердловской области. Длина реки составляет приблизительно 10 км. Исток Малого Шишима находится на юго-восточном склоне горы Чесноковки. Долина реки занята еловым и елово-берёзовым лесами. В среднем течении Малый Шишим принимает справа ряд мелких притоков (длиной 1-2 км), стекающих с гор Полуденной и Елевой. Впадает река в Казачий Шишим в нижнем его течении справа, высота устья — 313,4 метра над уровнем моря.
Через Малый Шишим проложено два брода на лесных дорогах, ведущих из бывшей деревни Воробьи в сторону деревни Трёки.